# Edward Hopper
Edward Hopper (Nyack, 22 luglio 1882 – New York, 15 maggio 1967) è stato un pittore e illustratore statunitense.
Considerato uno dei maggiori pittori statunitensi del XX secolo, Hopper era esponente del cosiddetto realismo americano e divenne particolarmente noto per i suoi dipinti che raffiguravano lo stile di vita americano e le molte sfaccettature dell'American Way.
Le sue opere hanno influenzato numerosi artisti a lui successivi e hanno ricevuto il consenso di critica e pubblico. Nel 2018 il suo dipinto a olio su tela Chop Suey (1929) è stato venduto a 93 milioni di dollari, diventando una delle opere più costose di sempre.

## Biografia
Edward Hopper nacque a Nyack, cittadina sul fiume Hudson nello Stato di New York. I suoi genitori, Garret Henry ed Elizabeth Griffiths Smith, erano titolari di un negozio di tessuti e provenivano dalla media borghesia angloamericana. Già dall'età di cinque anni Edward Hopper era bravissimo nel disegno. I suoi genitori, scoperta questa dote, lo incoraggiarono facendogli leggere riviste e libri sull'arte. Nel 1895 dipinse il suo primo quadro, dove mostrava particolare interesse verso le navi e tutto ciò che è legato ad esse. Nel 1899 si iscrisse a un corso per corrispondenza presso la New York School of Illustrating.

### Gli inizi

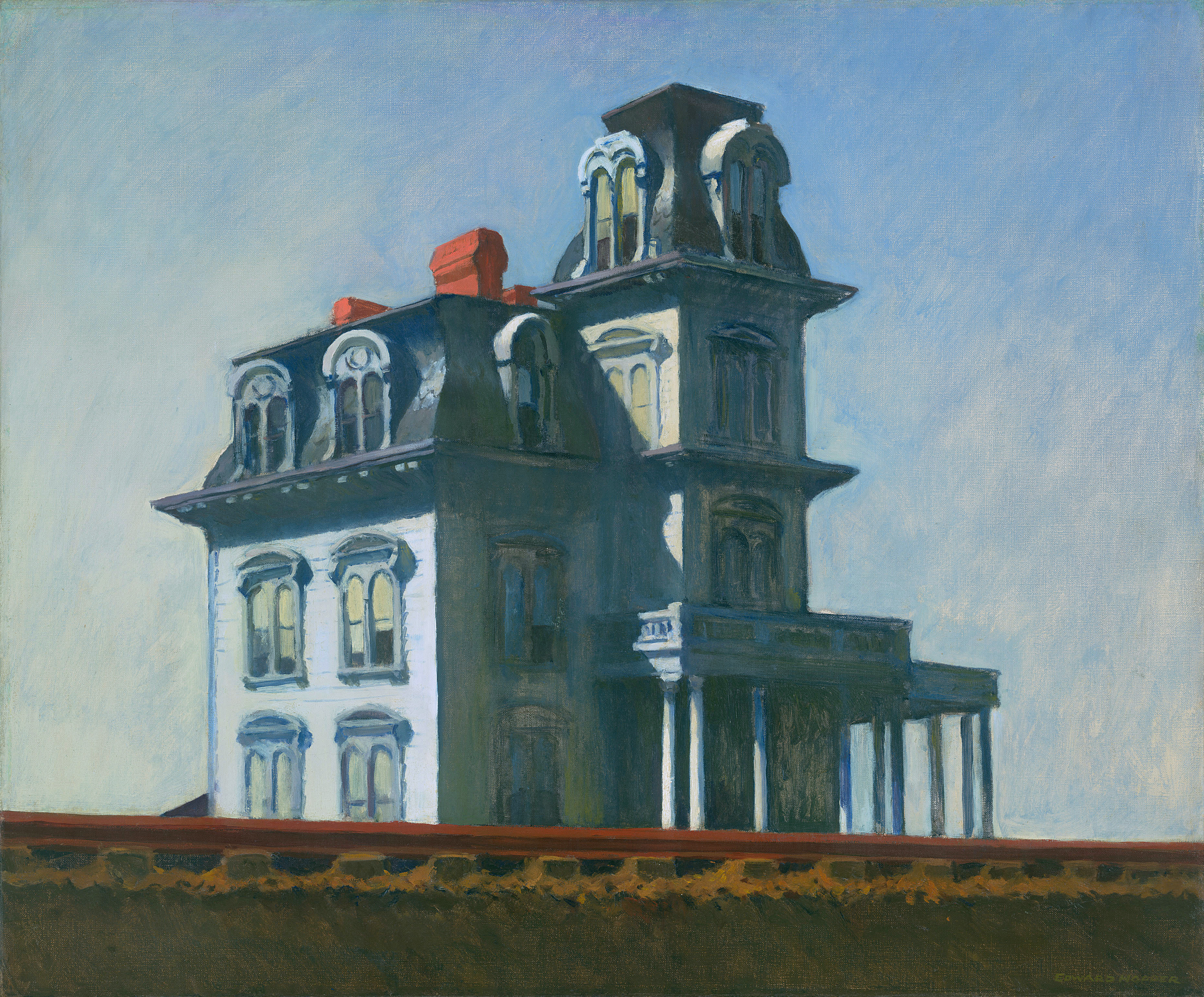
Casa lungo la ferrovia (House by the railroad) - 1925

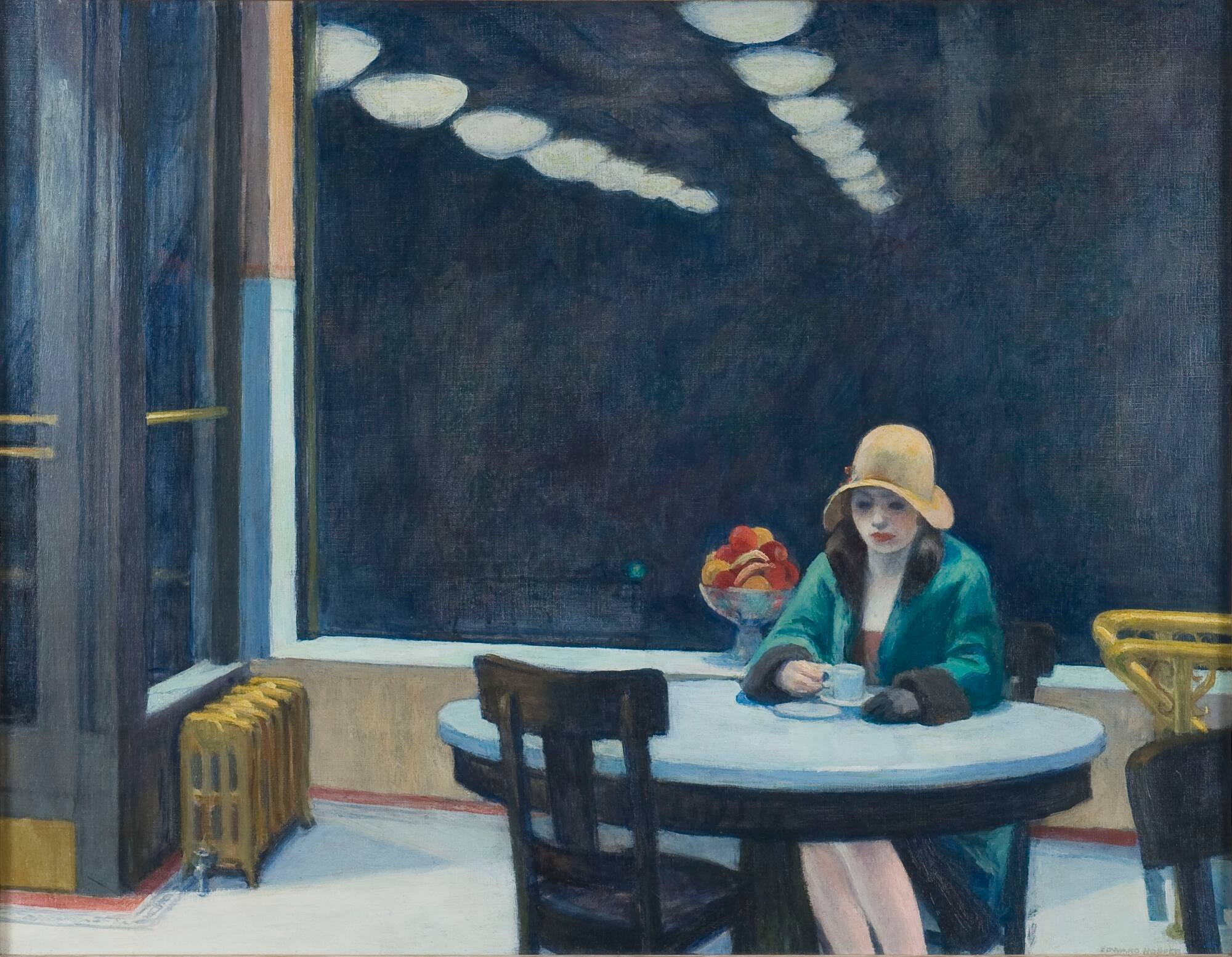
Tavola calda (Automat) -1927

Nel 1900 cominciò a frequentare la New York School of Art, diretta da William Merritt Chase, seguace dell'impressionismo europeo. Nell'istituto si trovò a fianco di altri futuri protagonisti della scena artistica americana dei primi anni cinquanta: Guy Pène dei Bois, Rockwell Kent, Eugene Speicher e George Bellows. Importante per la sua formazione e crescita fu il contatto con lo stesso William Merrit Chase, che lo avrebbe incitato a studiare, e con Robert Henri, titolare del suo corso di pittura, fautore del realismo e figura guida della Ashcan School, un gruppo di pittori che contestava il manierismo imperante all'inizio del secolo e sosteneva invece la trasposizione diretta della vita nelle strade sulla tela. Di questi primi anni è un gruppo di autoritratti e ritratti, fra i quali quello dell'unica sorella Marion, dipinti a grosse pennellate su fondo scuro, in cui si avverte già il tentativo di esprimersi attraverso la luce.
Terminato il corso di studi, nel 1906 compì il suo primo viaggio a Parigi, prendendo alloggio alla Missione Battista in Rue de Lille, non lontano dal Louvre. Fu affascinato dalla pittura impressionista e dai poeti simbolisti. Tornato in patria, nel 1908 partecipò con un suo dipinto a una mostra collettiva organizzata nell'Upper East Side di Manhattan da Robert Henri per presentare le opere dei suoi allievi, ma i critici ignorarono il suo lavoro. Per mantenersi durante quel periodo, trovò lavoro come illustratore pubblicitario per la C. C. Phillips & Company. Questa occupazione costituì per lui fino al 1925 l'unica fonte di reddito.
A differenza di molti altri artisti americani, che come lui avevano esordito come illustratori, Hopper non gradiva quel tipo di lavoro. In un'intervista rilasciata nel 1935 al New York Post dichiarò: «Sono stato sempre molto attratto dall'architettura, ma i direttori dei giornali vogliono gente che muove le braccia». Se è vero che nelle sue opere mature il movimento o le interazioni tra i personaggi sono ridotte al minimo, è pur vero che l'esperienza acquisita come illustratore gli servì da stimolo a ricercare l'essenziale in pochi dettagli rivelatori.

### I viaggi all'estero

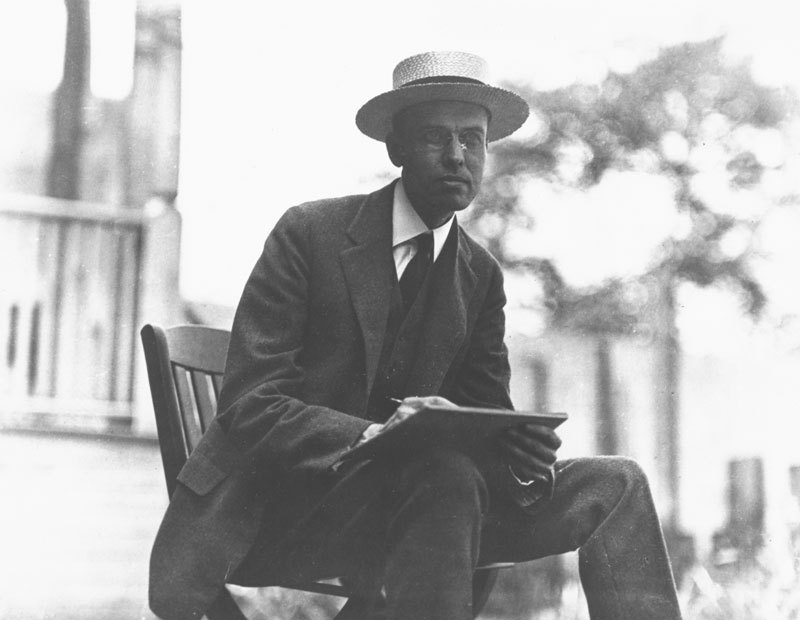
Hopper a Parigi nel 1907

Dopo Parigi, nel 1907 si recò in viaggio a Londra, Berlino e Bruxelles. Nel 1909 tornò a Parigi e vi rimase da marzo ad agosto, risiedendo nel Quartiere latino. La Senna che scorreva poco lontano e le numerose imbarcazioni che la solcavano gli diedero ispirazione per i quadri di ambiente parigino. Dipinse a Saint-Germain-des-Prés e a Fontainebleau facendo emergere dalla lezione impressionista uno stile personale e inconfondibile, formato da precise scelte espressive. Tornando in patria, portò con sé una collezione di disegni umoristici di Albert Guillaume e Jean-Louis Forain. Al contrario della maggior parte degli studenti d'arte americani, a Parigi non volle iscriversi all'École des Beaux Arts o frequentare l'atelier di un artista francese, ma preferì vagabondare per la città osservando, disegnando e poi dipingendo quello che vedeva, istituendo una consuetudine da cui non si sarebbe più staccato.

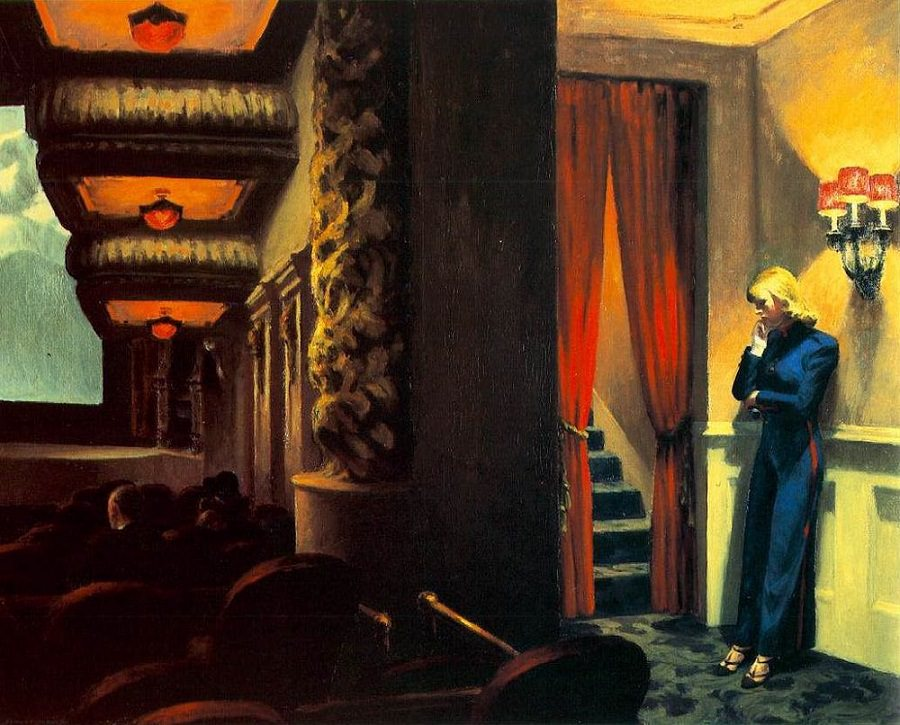
Cinema a New York (New York Movie) - 1939

Durante il suo terzo e ultimo viaggio all'estero, a Parigi e in Spagna nel 1910, Hopper perfezionò il suo particolare e ricercato gioco di luci e ombre, la descrizione di interni, imparata da Degas, e il tema centrale della solitudine e dell'attesa. Mentre proprio in quegli anni in Europa prendevano piede il fauvismo, il cubismo e l'astrattismo (il suo soggiorno a Parigi del 1910 coincide con una delle prime mostre del periodo cubista di Pablo Picasso), Hopper veniva attratto per lo più dai lavori degli artisti della generazione precedente quali Manet, Pissarro, Monet, Sisley, Courbet, Daumier, Toulouse-Lautrec e dal più antico Goya.
I primi quadri del periodo parigino erano di piccole dimensioni, avevano colori cupi e prediligevano spazi angusti: cortili, sottoponti, trombe di scale, stradine. Successivamente, la tavolozza divenne più lieve, le composizioni rappresentavano spazi più aperti e soggetti come le chiuse dei canali, i rimorchiatori sulla Senna, il sole che si riflette sugli edifici.

### Il ritorno in patria

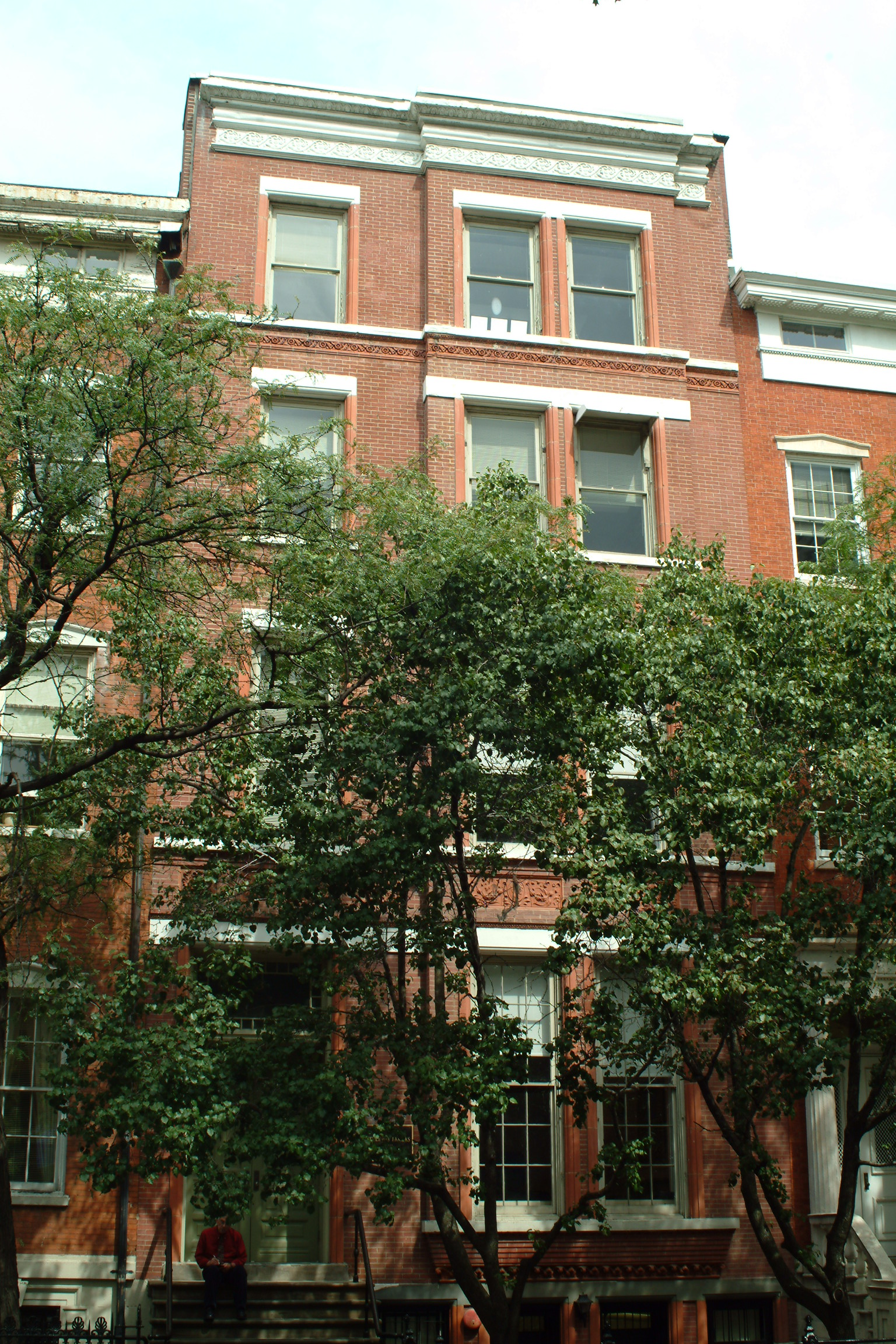
Lo studio del pittore, adiacente al Washington Square Park

Tornato stabilmente negli Stati Uniti, Hopper ebbe modo di esporre i lavori parigini in alcune mostre promosse dall'amico Guy Pène du Bois, ma senza successo. Pur rimanendo francofilo per tutto il resto della vita (oltre ad avere un'assoluta padronanza della lingua, Hopper amava leggere i classici della letteratura francese in versione originale), alla ricerca di uno stile autenticamente americano, abbandonò le nostalgie europee che lo avevano influenzato sino a quel momento e iniziò ad elaborare soggetti legati alla vita di tutti i giorni. Tra i soggetti che prediligeva vi erano soprattutto immagini urbane di New York, le scogliere e spiagge del vicino New England e dell'isola di Monhegan e i paesaggi di Gloucester (Massachusetts). Realizzò anche alcuni dipinti durante un soggiorno in Messico.

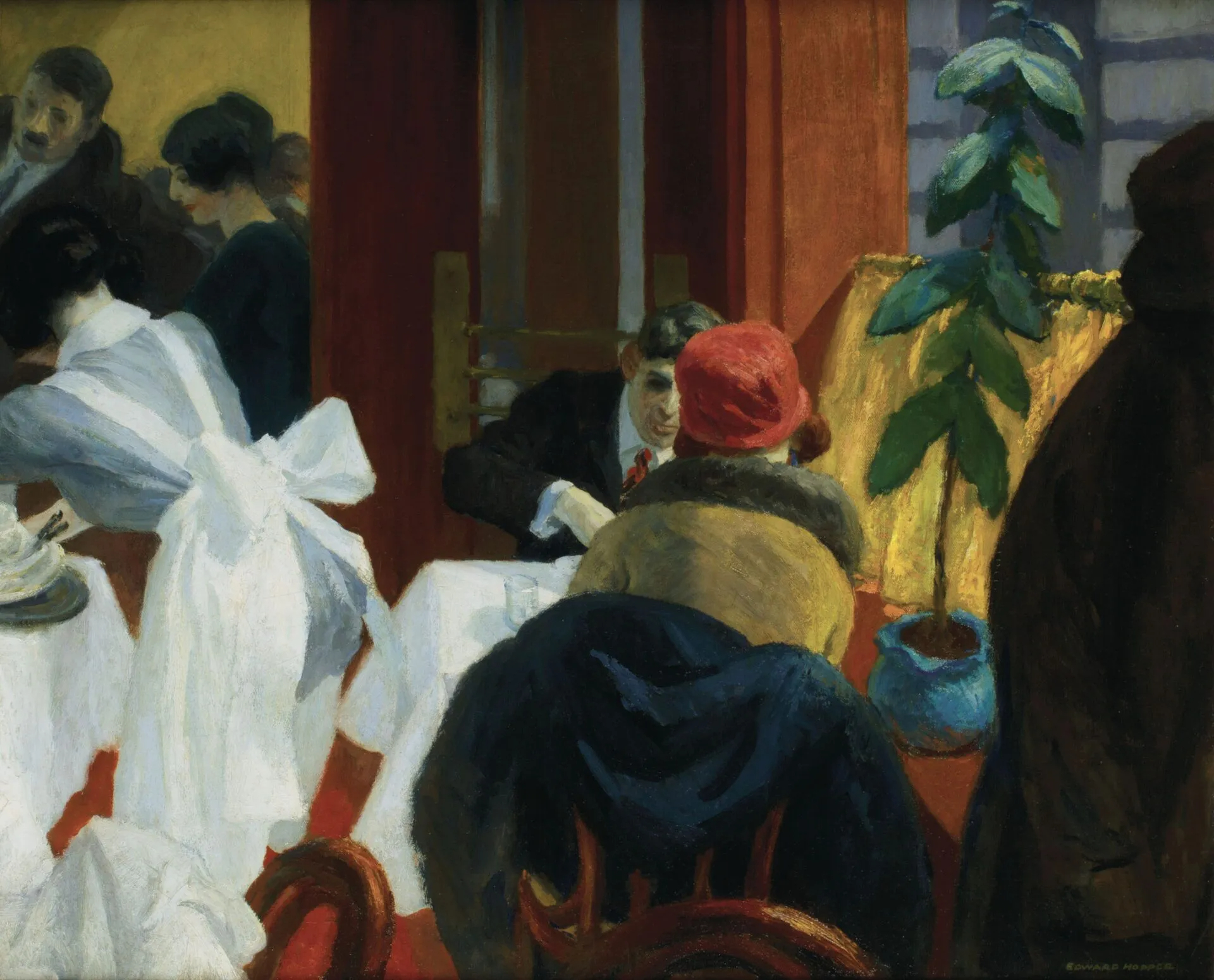
Ristorante newyorkese (New York restaurant) - 1922

Nel 1913 si tenne a New York l'Armory Show, la prima mostra che introduceva al pubblico degli Stati Uniti la pittura delle avanguardie europee. Hopper partecipò a questa mostra con il suo dipinto Sailing che fu venduto per 250 dollari. Qualche mese dopo la morte di suo padre, avvenuta nel settembre dello stesso anno a Nyack, Edward Hopper si trasferì all'ultimo piano del numero 3 di Washington Square, dove avrebbe lavorato e vissuto per tutto il resto della sua vita. Dal 1915 abbandonò temporaneamente la pittura per perfezionarsi nella tecnica dell'incisione (di cui poi dirà che gli era stata utile per "cristallizzare" il suo stile pittorico), eseguendo puntesecche e acqueforti, grazie alle quali ottenne numerosi premi e riconoscimenti, anche dalla prestigiosa National Academy of Design.
Nel 1918 fu uno dei primi membri del Whitney Studio Club, il più vitale centro per gli artisti indipendenti americani dell'epoca. Proprio al Whitney Studio, nel 1920, tenne la sua prima mostra personale, dove fra gli altri lavori venne esposto Soir bleu. Il titolo del dipinto si ispira al primo verso di Sensation, poesia di Arthur Rimbaud che parla dei piaceri del vagabondaggio. Hopper mette in scena sulla terrazza di un café parigino un insieme di personaggi eterogenei: a destra una coppia di borghesi, a sinistra un protettore. Al centro, di spalle, un ufficiale, di profilo un personaggio barbuto, probabilmente un artista, di fronte un pierrot e sullo sfondo una prostituta. Questo lavoro segna in qualche modo l'addio all'atmosfera felice che aveva segnato i suoi soggiorni francesi e all'Europa che lo aveva fino ad allora ispirato. Fortemente criticata e perciò disconosciuta dall'autore, la tela, arrotolata e dimenticata, fu ritrovata nel suo studio solo dopo la sua morte ed è stata oggetto di un'attenta rivalutazione alla luce delle successive esperienze dell'artista e delle sue influenze europee.

### La fama

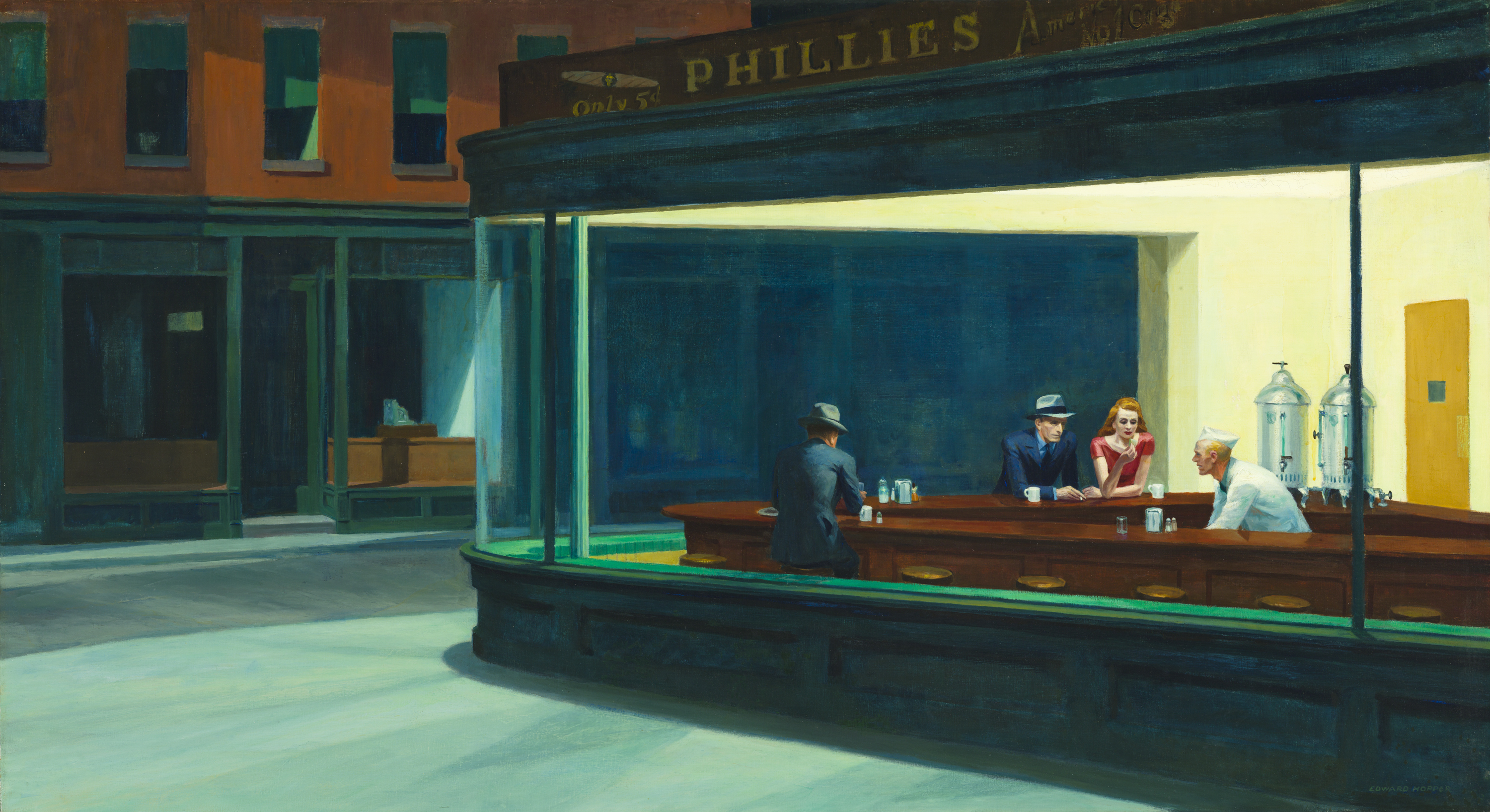
I nottambuli (Nighthawks) - 1942

Nel 1924 alcuni suoi acquerelli furono esposti a Gloucester nella galleria di Frank Rehn. La fortuna critica e il successo di pubblico diedero una significativa svolta alla carriera di Hopper, che finora si era guadagnato da vivere come illustratore di riviste. In quello stesso anno Hopper sposò Josephine Verstille Nivison, anch'ella ex studentessa di Robert Henri alla New York School of Art. Josephine fu l'unica modella per tutti i personaggi femminili che avrebbe dipinto da allora in poi. Il successo ottenuto con la mostra alla Rehn Gallery contribuì a fare di Hopper il caposcuola dei realisti che dipingevano la "scena americana". Nel 1925 la sua tela intitolata Apartment Houses venne acquistata dalla Pennsylvania Academy. Questo fu il suo primo lavoro a olio a entrare in una collezione pubblica e il primo quadro venduto dal 1913 in poi.

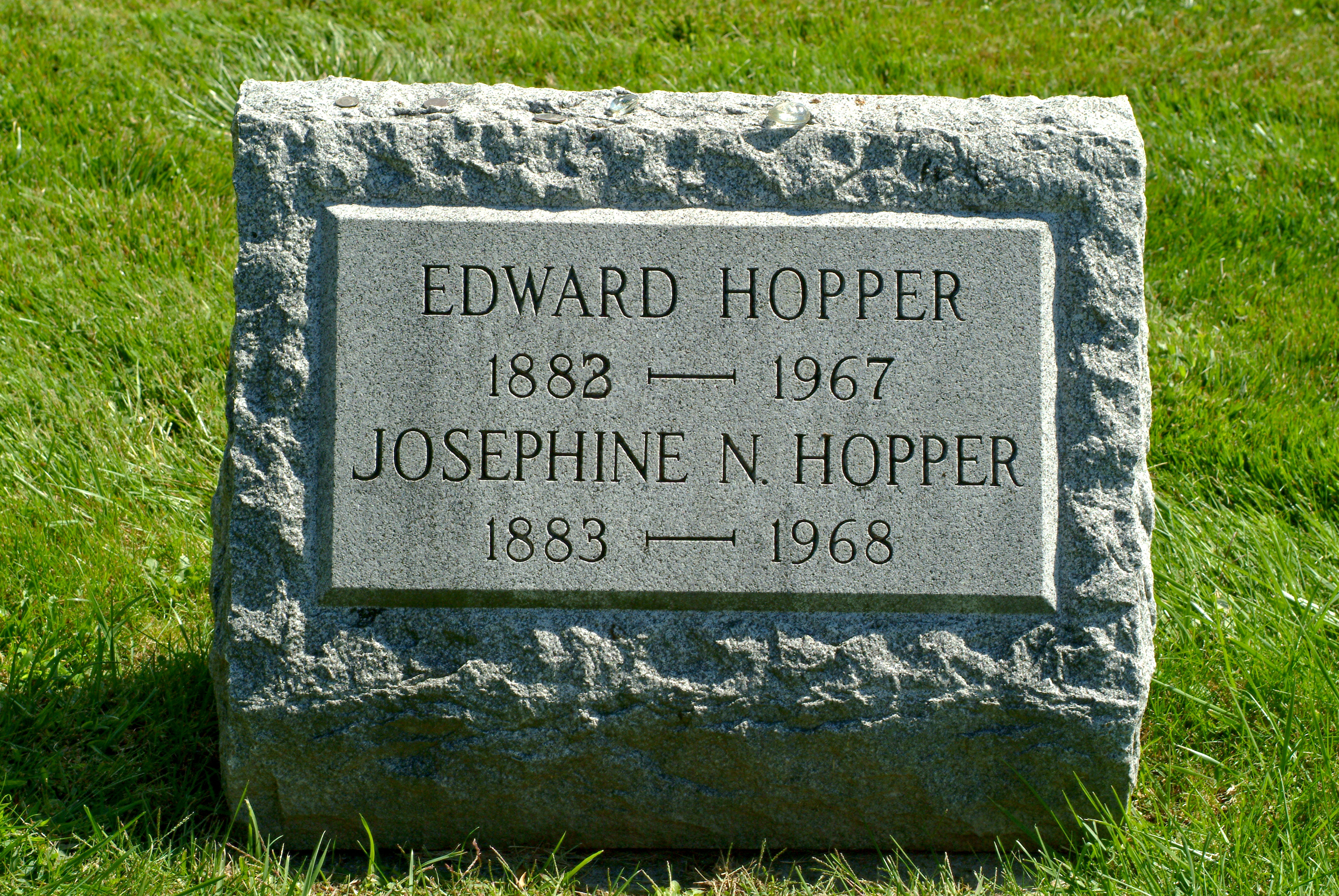
Tomba di Edward Hopper

Nel 1930 la famosa Casa lungo la ferrovia (House by the railroad), che sarebbe servita ad Alfred Hitchcock come modello per la casa in stile "secondo impero americano" di Psycho, venne donata dal collezionista Stephen Carlton Clark al MoMA di New York, entrando a far parte della collezione permanente del museo. Dopo tre anni, lo stesso MoMA gli dedicò la prima retrospettiva. Nel 1934 Hopper acquistò una casa nei pressi di Truro, nella penisola di Cape Cod, dove da allora iniziò a passare regolarmente i mesi estivi. Il paesaggio di Cape Cod, con le sue dune, case e fari, si ritrova in molti suoi dipinti. Il Whitney Museum of American Art gli dedicò la seconda retrospettiva nel 1950 e nel 1956 la rivista TIME gli rese omaggio con una copertina.
Hopper morì all'età di 84 anni nel suo studio nel centro di New York. Oggi è considerato uno dei grandi maestri americani, citato in qualche caso come precursore della Pop art.

## Vita privata
Fu sposato dal 1924 al 1967, anno della sua morte, con la pittrice Josephine Nivison; la coppia non ebbe figli.
Politicamente conservatore, Hopper crebbe nella religione battista dei suoi genitori.

## Stile pittorico

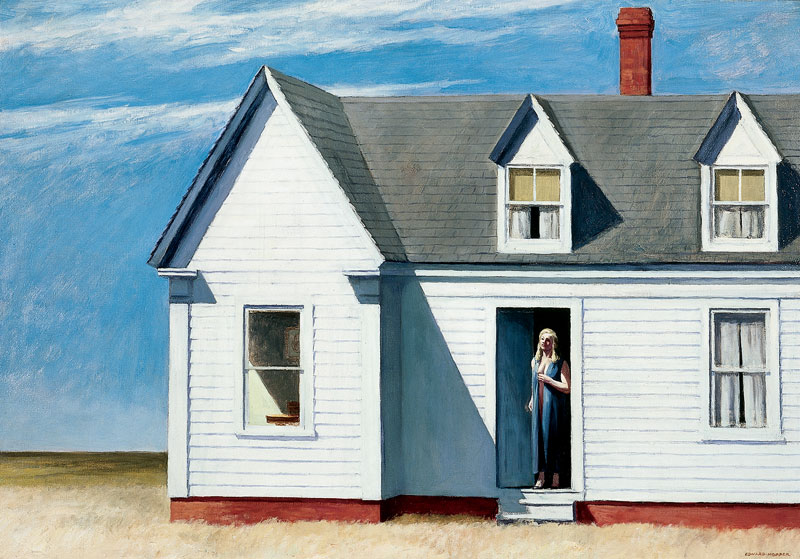
Mezzogiorno (High noon) - 1949

Hopper utilizzò composizioni e tagli fotografici simili a quelli degli impressionisti che aveva visto dal vero a Parigi, ma di fatto il suo stile fu personalissimo e imitato a sua volta da cineasti e fotografi, quest'ultimi specialmente abituati allora alle lunghe esposizioni e confortati dalla resa delle lastre Autochrome, i cui bianchi pastello hanno corrispondenze con quelli dei quadri di Hopper. La sua evocativa vocazione artistica si rivolgeva sempre più verso un forte realismo, che risulta la sintesi della visione figurativa combinata con il sentimento struggente e poetico che Hopper percepiva nei suoi soggetti. Diceva: "non dipingo quello che vedo, ma quello che provo".

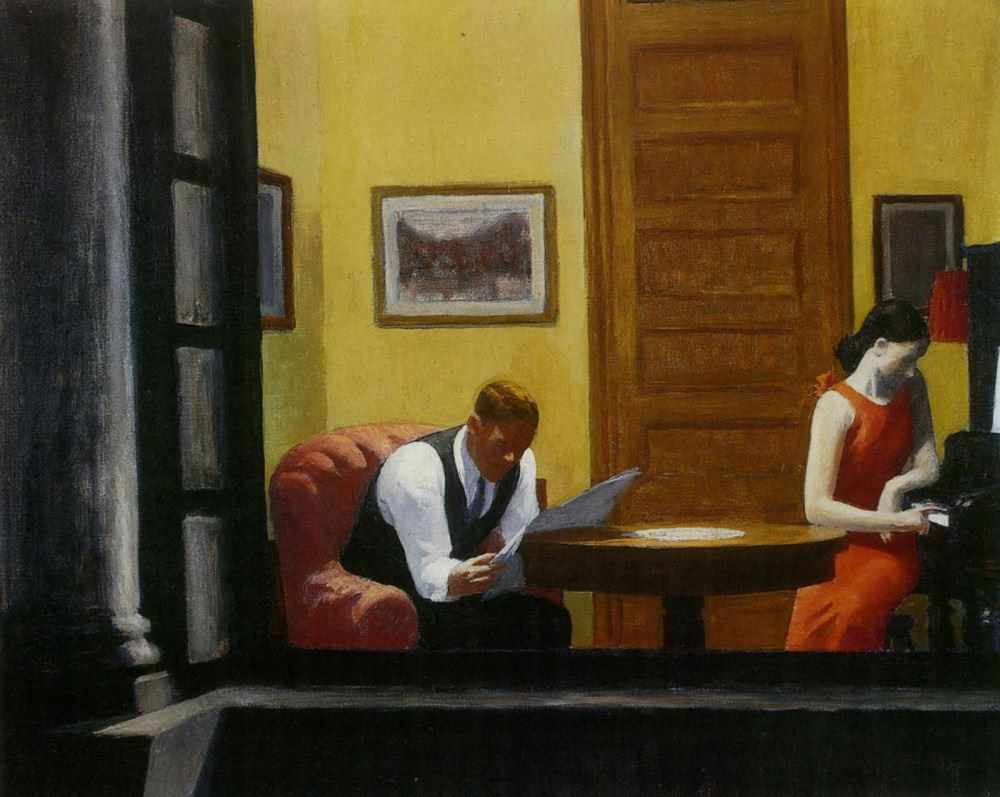
Stanza a New York (Room in New York) - 1932

La pittura di Hopper predilige architetture nel paesaggio, strade di città, interni di case, di uffici, di teatri e di locali. Le immagini hanno colori brillanti ma non trasmettono vivacità, gli spazi sono reali ma in essi c'è qualcosa di metafisico - altro elemento di corrispondenza con le lunghe esposizioni fotografiche coeve - che comunica allo spettatore un forte senso di inquietudine. Non a caso André Breton, nel suo esilio a New York, lo accostava a Giorgio de Chirico in un'intervista pubblicata su View nel 1941. La composizione dei quadri è talora geometrizzante, sofisticato il gioco delle luci fredde, taglienti e volutamente "artificiali", sintetici i dettagli. La scena è spesso deserta, immersa nel silenzio; raramente vi è più di una figura umana, e quando ve ne è più di una, sembra emergere una drammatica estraneità e incomunicabilità tra i soggetti. La direzione dei loro sguardi o i loro atteggiamenti spesso "escono dal confine del quadro", nel senso che si rivolgono a qualcosa che lo spettatore non vede. Di lui è stato detto che sapeva "dipingere il silenzio".
Tra le sue opere più note vi è I nottambuli, che racconta la solitudine di una notte a New York. Tre persone si raccolgono attorno al bancone di un bar, ognuna chiusa nella propria interiorità.
Particolare spazio nelle sue opere trovano le figure femminili. Cariche di significato simbolico, assorte nei loro pensieri, con lo sguardo perduto nel vuoto o nella lettura, si offrono spesso seminude ai raggi del sole trasmettendo solitudine, attesa, inaccessibilità. Una dimensione psicoanalitica che ha permesso di interpretare meglio le emozioni dell'artista.

## Opere

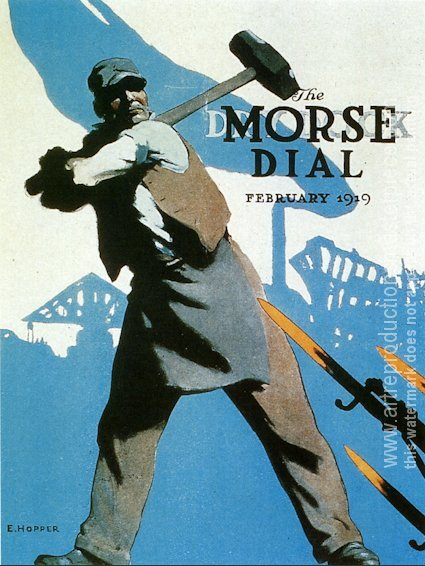
Copertina di The Morse Dry Dock Dial - 1919

### Ritratti e autoritratti
- Ritratto di Garrett Henry Hopper (Acquerello) - 1900
- Self-portrait 1903 - 1906
- Ritratto di Marion Hopper (1905)
- Self-portrait (Acquerello) - 1910
- Ritratto di Elizabeth Griffith Smith (1916)
- Jo sketching (Acquerello su carta) - 1924
- Self-portrait 1925 - 1930
- Jo painting (1936)
- Man with beard (Uomo con barba), olio su legno - 1941
- Jo in Wyoming (Acquerello) - 1946

### Lavori giovanili realizzati in Francia
- Pont a Paris (Bridge in Paris) - 1906
- Steps in Paris (Gradini a Parigi) - 1906
- River and buildings (Fiume ed edifici), olio su legno - 1907
- Bridge on the Sein (Ponte sulla Senna) - 1909
- Le bistro (1909)

### Stampe
- Copertina per New York and its houses (New York e le sue case) 1906
- Copertina per Bulletin of The New York Edison Company (1907)
- Smash the hun - poster del 1918

### Acquerelli
- Hook Mountain (Acquerello e matita su carta) 1898
- Still life with wine bottle and glass (Natura morta con bottiglia di vino e bicchiere), acquerello e matita su carta - 1899
- Ballerina (1900)
- Harlequin and Lady in evening dress (Arlecchino e Signora in abito da sera), acquerello su tavola - 1900
- Yachting scene (1905)
- New York theatre entrance (Entrata di teatro newyorkese), acquerello e matita su carta - 1906
- Boy and moon (Ragazzo e luna), acquerello e matita su carta - 1907
- House with people (Casa con persone), acquerello e gessetto su carta - 1909
- Milk maid and cow (Lattaia e mucca), acquerello e matita su carta - 1915
- Tennis players (Tennisti), acquerello su tavola - 1916
- Outhouses (Casotti), acquerello su carta - 1923
- Bell tower (Campanile) - 1923
- Apple trees (Meli) - 1923
- Blynman Bridge (1923)
- The mansard roof (1923)
- New England house (Casa nel New England) - 1923
- Victorian house (Casa vittoriana) - 1923
- Sailboat with figures (Acquerello e matita su carta) - 1923
- House by the sea (Casa sul mare) - 1923
- Houses on the beach (Case sulla spiaggia) - 1923
- Seaside house and boats (1923)
- Houses of Squam (Case a Squam) - 1923
- House with fence (Casa con recinto) - 1923
- Yellow house (Casa gialla) - 1923
- White house (Casa bianca) - 1924
- Haskell's house (1924)
- Beach cottage near rocks (Cottage sulla spiaggia vicino a rocce), acquerello su carta - 1924
- Rocks and house (Rocce e casa), acquerello e gessetto - 1924
- House above a river (Casa sopra un fiume) - 1924
- House and harbor (1924)
- Small town on cove (1924)
- Manhattan Bridge (1925)
- Interior (Interno) - 1925
- Skyline near Washington Square (1925)
- Grande locomotive (1925)
- Saint Michael's College, Santa Fe (1925)
- St. Francis Towers (Torri di S. Francis) - 1925
- Pink house with stone wall (Casa rosa con muro in pietra) - 1925
- Poplars (Pioppi) - 1925
- Ranch house (1925)
- Tony's house (1926)
- Talbot's house (1926)
- Abbott's house (1926)
- Davis House (1926)
- Lime Rock railroad (1926)
- Lime Rock quarry (Cava a Lime Rock) - 1926
- Houses on a hill (Case in collina) - 1926
- The hill (La collina) - 1926
- Civil War campground (Acquerello su carta) - 1926
- Universalist church tower (1926)
- Mrs. Acorn's parlor (Acquerello su carta) 1926
- Railroad crossing (Incrocio ferroviario) - 1926
- Landscape with bridge (Paesaggio con ponte) - 1926
- House by Squam river (Casa sul fiume Squam) - 1926
- Telegraph pole (Palo telegrafico) - 1926
- Skylights (Luci dal cielo) - 1926
- The Lily apartments (1926)
- Manhattan Bridge entrance (Entrata al Manhattan Bridge) - 1926
- Reclining nude (1927)
- Spurwink church (1927)
- Cars and rocks (Automobili e rocce) - 1927
- Red barn in Autumn (Stalla rossa in Autunno), acquerello su carta - 1927
- Woods (Legna), acquerello su carta - 1927
- Custom House (Pensione) - 1927
- Libby house (1927)
- Captain Strout's house (1927)
- Coast guard station (1927)
- Hill and houses, Cape Elizabeth (Collina e case, Cape Elizabeth) - 1927

- My roof (Il mio tetto) - 1928
- Adam's house (1928)
- Marty Welch's house (1928)
- House at Riverdale (Casa a Riverdale) - 1928
- Railroad gates (Passaggio a livello) - 1928
- Cape Ann pasture (Pascolo a Cape Ann) - 1928
- Ash's house (1929)
- Charleston doorway (Portone a Charleston) - 1929
- House with veranda (Casa con veranda), acquerello e gessetto - 1929
- Baptistry of St.John (Battistero di S.John) - 1929
- The battery (1929)
- Coast Guard cove (1929)
- Folly beach (1929)
- Automobile near a cabin (Automobile vicino a una cabina) - 1929
- Shore acres (1929)
- Church yard (1929)
- The dory (Barca a vela) - 1929
- Permaquid lighthouse (1929)
- Farm house at Essex (Fattoria a Essex) - 1929
- Highland lighthouse (1930)
- Rich's house (1930)
- Lewis Farm (1930)
- Wellfleet Bridge (1930)
- Methodist church in Provincetown (Chiesa metodista di Provincetown) - 1930
- House in Provincetown (Casa a Provincetown) - 1930
- House on hill top (Casa in collina) - 1930
- House, trees, rocks (Casa, alberi, rocce), acquerello e matita su carta - 1930
- Scrub Pines (1931)
- Railroad warning (Segnaletica ferroviaria) - 1931
- High Road (Strada principale) - 1931
- Wellfleet Road (1931)
- Captain Kelly's House (1931)
- House on dune edge (Casa sul bordo di una duna) - 1931
- Marshall's house (1932)
- House with dead trees (Casa con alberi morti) - 1932
- Railroad embankment (Argine ferroviario) - 1932
- House at Eastham (Casa a Eastham) - 1932
- Cottages at Wellfleet (1933)
- The forked road (Incrocio stradale) - 1934
- Country bridge (Ponte in campagna) - 1934
- Pamet River Road (1934)
- House on Pamet River (Casa sul fiume Pamet) - 1934
- Longnook Valley (1934)
- Hill and cow (Collina e mucca) - 1934
- House with big pine (Casa con grande pino) - 1935
- Yawl riding a swell (1935)
- Vermont hillside(1936)
- Oaks at Eastham (Querce a Eastham) - 1936
- Mountain meadow (Prato montano) - 1936
- Toward Boston (Verso Boston) - 1936
- House with a rain barrel (1936)
- Route 14, Vermont (1937)
- Full tide (Alta marea) - 1937
- Shacks at Pamet river head (Baracche alla foce del fiume Pamet) - 1937
- The sugar maple (1938)
- Vermont sugar house (Zuccherificio in Vermont) - 1938
- Landscape with tower (Paesaggio con torre) - 1938
- Crossing at Eastham (Incrocio a Eastham) - 1938
- Windy day (Giornata ventosa) - 1938
- Rain on river (Pioggia sul fiume) - 1938
- Oregon coast (1941)
- Shoshone Cliffs, Wyoming (1941)
- House at San Mateo (1941)
- Mowfield Plantation (1942)
- Saltillo Mansion (1943)
- El Palacio (1946)
- Mount Moran (1946)
- Church in Eastham (Chiesa a Eastham) - 1948
- California Hills (1957)
- Mass of trees at Eastham (Massa di alberi a Eastham) - 1962

### Olio su tela
- Old ice pond at Nyack (1898)

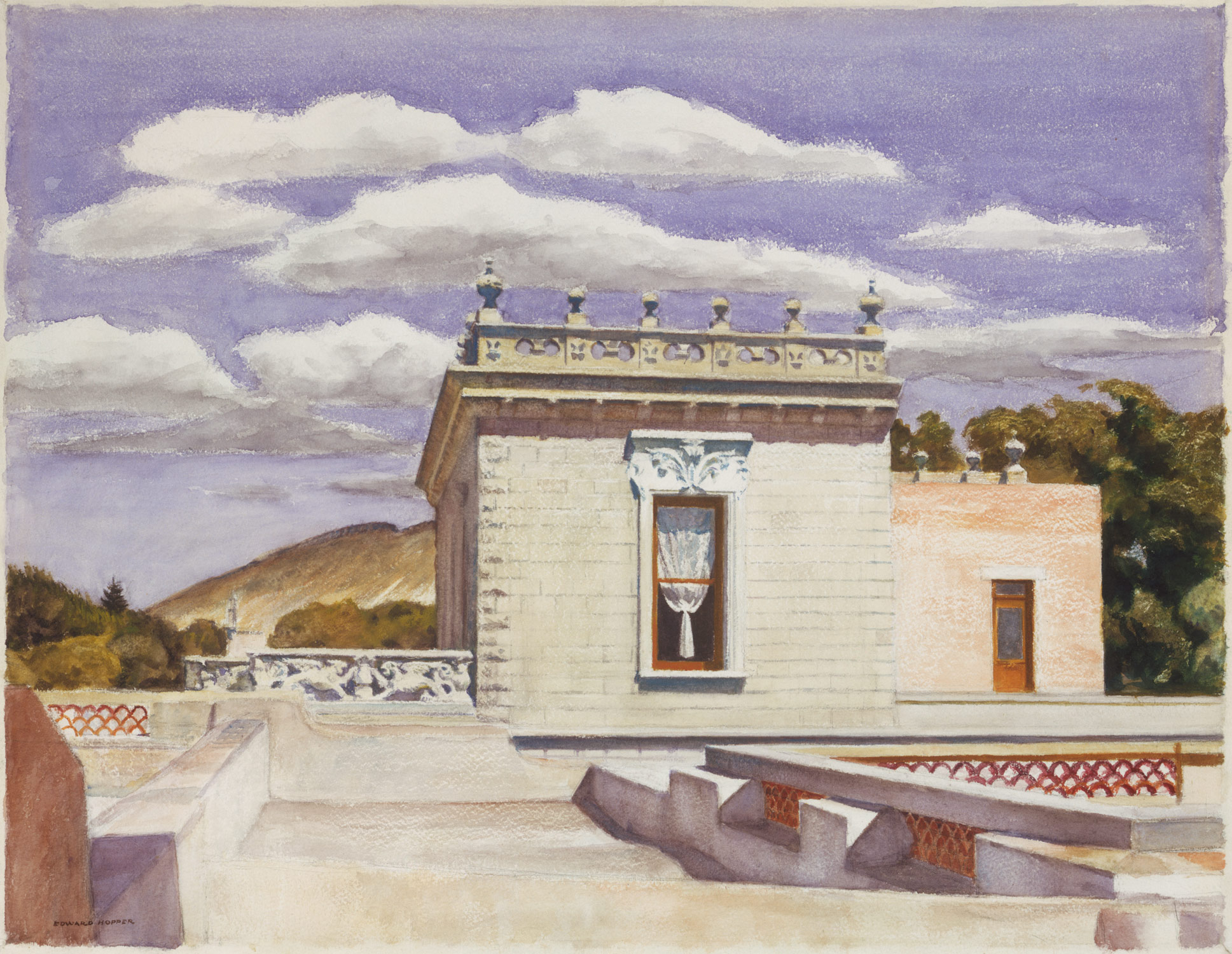
Saltillo Mansion (acquerello del 1943)

- Church and landscape (Chiesa e paesaggio) - 1898
- Ships (Navi) - 1899
- Flowers (Fiori) - 1900
- Dutch girl (Ragazza olandese) - 1900
- Satan in red (Satana in rosso), olio su tavola - 1900
- Standing indian chief (Capo indiano in piedi) - 1901
- Model in towel sitting on box (1902)
- Blond woman before an easel (Donna bionda davanti a un cavalletto), olio su tavola - 1903
- Road and telephone pole (Strada e palo telefonico) - 1904
- House and tree (Casa e albero), olio su tavola - 1905
- Church (Chiesa), olio su tavola 1906
- Park scene (1907)
- The El station (1908)
- Tramp steamer (Vaporiera da carico) - 1908
- Summer interior (Interno d'Estate) - 1909
- Sailing (Navigando) - 1911
- Squam light (1912)
- American village (1912)
- Queensborough Bridge (1913)
- Corner Saloon (1913)
- Soir bleu (Blue night) - 1914
- Square rock, Ogunquit (Spiazzo roccioso, Ogunquit) - 1914
- Rocks and houses (Rocce e case) - 1914
- Road in Maine (Strada nel Maine) - 1914
- Tredwell's folly (olio su tavola) - 1915
- Yonkers (1916)
- Two dories (Due barche) - 1916
- Small town station (Stazione di provincia) - 1918
- Monhegan island lighthouse (1919)
- Monhegan houses (Case a Monhegan), olio su pannello - 1919
- Statue at park entrance (Statua all'entrata del parco) - 1919
- East River (1920 - 1923)
- New York interior (Interno newyorkese) - 1920
- Girl at sewing machine (Ragazza alla macchina da cucire) - 1921
- New York restaurant (Ristorante newyorkese) - 1922
- Apartment houses (1923)
- Moonlight interior (Interno al chiar di luna) - 1923
- Railroad crossing (Incrocio ferroviario) - 1923
- New York pavements (Marciapiedi di New York) - 1924
- The bootleggers (I contrabbandieri) - 1925
- House by the railroad (Casa lungo la ferrovia) - 1925
- Sunday (Domenica) - 1926
- Eleven A.M. (Undici di mattina) - 1926
- Captain Upton's house (1927)
- The city (La città) - 1927
- Drugstore (Farmacia) - 1927
- Automat (Tavola calda) - 1927
- Two on the aisle (Due in platea) - 1927
- Hodgkin's house (1928)
- Blackwell's Island (1928)
- Cape Ann granite (1928)
- Freight cars (Vagoni merce) - 1928
- From Williamsburg Bridge (Dal ponte di Williamsburg) - 1928
- Manhattan Bridge loop (1928)
- Night windows (Finestre di notte) - 1928
- Chop Suey (1929)
- Railroad sunset (Tramonto sulla ferrovia) - 1929
- The lighthouse at Two Lights (Il faro a Two Lights) - 1929
- Maine in fog (Maine nella nebbia) - 1929
- Corn Hill (1930)
- House by an inlet (Casa presso un canale) - 1930
- Harlem river (1930)
- Early Sunday morning (Domenica mattina presto) - 1930
- Tables for Ladies (Tavoli per Signore) - 1930
- Barber shop (1931)
- Hotel room (Stanza d'albergo) - 1931
- The camel's hump (La gobba del cammello) - 1931
- November, Washington Square 1932 - 1959

- Room in New York (Stanza a New York) - 1932
- Room in Brooklyn (Stanza a Brooklyn) - 1932
- City roofs (Tetti in città) - 1932
- Dauphinee House (1932)
- Mrs. Scott's house (1932)
- Road and houses (Strada e case) - 1933
- East wind over Weehawken (Vento dell'Est su Weehawken) - 1934
- The long leg (1935)
- Clamdigger (Cercatore di tartufi) - 1935
- House at dusk (Casa al crepuscolo) - 1935
- Shakespeare at dusk (Shakespeare al crepuscolo) - 1935
- The Circle Theatre (1936)
- The Sheridan Theatre (1937)
- French six-day bicycle rider (1937)
- Five A.M. (Cinque del mattino) - 1937
- Compartement Car (1938)
- Pretty Penny (1939)
- Ground Swell (Risacca) - 1939
- Bridle path (Percorso equestre) - 1939
- New York movie (Cinema a New York) - 1939
- Office at night (Ufficio di sera) - 1940
- Gas (Benzina) - 1940
- House by a road (Casa sulla strada) - 1940
- Girlie Show (Striptease) - 1941
- Route 6, Eastham (1941)
- The Lee Shore (1941)
- Nighthawks (I nottambuli) - 1942
- Dawn in Pennsylvania (Alba in Pennsylvania) - 1942
- Summertime (Estate) - 1943
- Hotel lobby (Hall d'albergo) - 1943
- Morning in a city (Mattina in una città) - 1944
- Martha Mac Keen (1944)
- Two Puritans (1945)
- Rooms for tourists (Camere per turisti) 1945
- August in the city (Agosto in città) - 1945
- Approaching a city (Entrando in una città) - 1946
- Corn Belt City (1947)
- Pennsylvania coal town (1947)
- Summer evening (Serata estiva) - 1947
- Seven A.M. (Sette del mattino) - 1948
- Conference at night (Convegno serale) - 1949
- High noon (Mezzogiorno) - 1949
- Stairway (Scala), olio su legno - 1949
- Portrait of Orleans (1950)
- Summer in the city (Estate in città) - 1950
- Rooms by the sea (Stanze sul mare) - 1951
- First row orchestra (Prima fila in platea) - 1951
- Sea watchers (1952)
- Morning sun (Sole del mattino) - 1952
- Hotel by a railroad (Hotel lungo la ferrovia) - 1952
- Office in a small city (Ufficio in una cittadina) - 1953
- City sunlight (Luce del sole in città) - 1954
- Hotel window (Finestra d'albergo) - 1955
- 'Carolina morning (Mattina in Carolina) - 1955
- Sunlight on brownstones (1956)
- Four lane road (Superstrada) - 1956
- Western Motel (1957)
- Sunlight in a cafeteria (Sole in una caffetteria) - 1958
- Excursion into philosophy (Escursione nella filosofia) - 1959
- People in the sun (Gente al sole) - 1960
- Second story sunlight (1960)
- A woman in the sun (Donna nel sole) - 1961
- Road and trees (Strada e alberi) - 1962
- New York office (Ufficio a New York) - 1962
- Sun in an empty room (Sole in una stanza vuota) - 1963
- Intermission (Intermedio) - 1963
- Chair car (1965)
- Two comedians (Due commedianti) - 1966

### Dipinti a Cape Cod
- Truro station (Stazione di Truro), acquerello - 1930
- Truro post office (Ufficio postale di Truro), acquerello - 1930
- Cape Cod sunset (Tramonto a Cape Cod) - 1934
- Cape Cod afternoon (Pomeriggio a Cape Cod) - 1936
- Cottages at Truro (Acquerello) - 1938
- Cape Cod evening (Serata a Cape Cod) - 1939
- Cottage on the cape (1940)
- Solitude (Solitudine) - 1944
- October on Cape Cod (1946)
- Cape Cod morning (Mattino a Cape Cod) - 1950
- Cape Cod Bay (Acquerello su carta) - 1965

### Dipinti a Gloucester (Massachusetts)
- Gloucester Harbor (1912)
- Tall masts (1912)
- Eastern pointlight (Acquarello) - 1923
- Gloucester mansion (Magione a Gloucester), acquerello - 1923
- Street corner (Angolo di strada), acquerello - 1923
- Portuguese church in Gloucester (Chiesa portoghese a Gloucester), acquerello - 1923
- House at Gloucester fort (Acquerello) - 1924
- Gloucester Beach, Bass Rocks (Acquerello) - 1924
- Gloucester Harbor (Acquerello) - 1926
- Gloucester Street (Strada a Gloucester) - 1926
- Circus wagon (Carrozzone circense), acquerello - 1928
- Gloucester roofs (Tetti a Gloucester), acquerello - 1928
- Sultry day (Giorno afoso), acquerello - 1928
- Sun on Prospect Street (Sole su Prospect Street), acquerello - 1928
- Street scene in Gloucester (1934)

## Musei che espongono le sue opere
- Art Institute of Chicago
- Metropolitan Museum of Art
- Museum of Modern Art
- Brooklyn Museum
- Museum of Fine Arts (Boston)
- National Gallery of Art
- Yale University Art Gallery
- Museum of Modern Art (San Francisco)
- Philadelphia Museum of Art
- Princeton University Art Museum
- Huntington Library
- Cleveland Museum of Art
- Indianapolis Museum of Art
- Dallas Museum of Art
- Minneapolis Institute of Art
- Virginia Museum of Fine Arts
- Des Moines Art Center
- Whitney Museum of American Art
- Walker Art Center
- Smithsonian American Art Museum
- Hirshhorn Museum and Sculpture Garden
- Carnegie Museum of Art
- San Antonio Museum of Art
- Museo d'arte di Toledo
- Norton Museum of Art
- De Young Memorial Museum
- Museo Thyssen-Bornemisza
- Neuberger Museum of Art
- University of Arizona Museum of Art
- Harvard University Art Museums
- The Newark Museum of Art
- Montclair Art Museum
- Crystal Bridges Museum of American Art
- Butler Institute of American Art
- Dayton Art Institute
- Muskegon Museum of Art
- Sheldon Museum of Art
- Delaware Art Museum
- Addison Gallery of American Art
- Columbus Museum of Art
- Montgomery Museum of Fine Arts
- Wichita Art Museum
- Williams College Museum of Art

## Critica
Hopper fu largamente apprezzato dai critici contemporanei e anche dal pubblico, sia americano che estero.

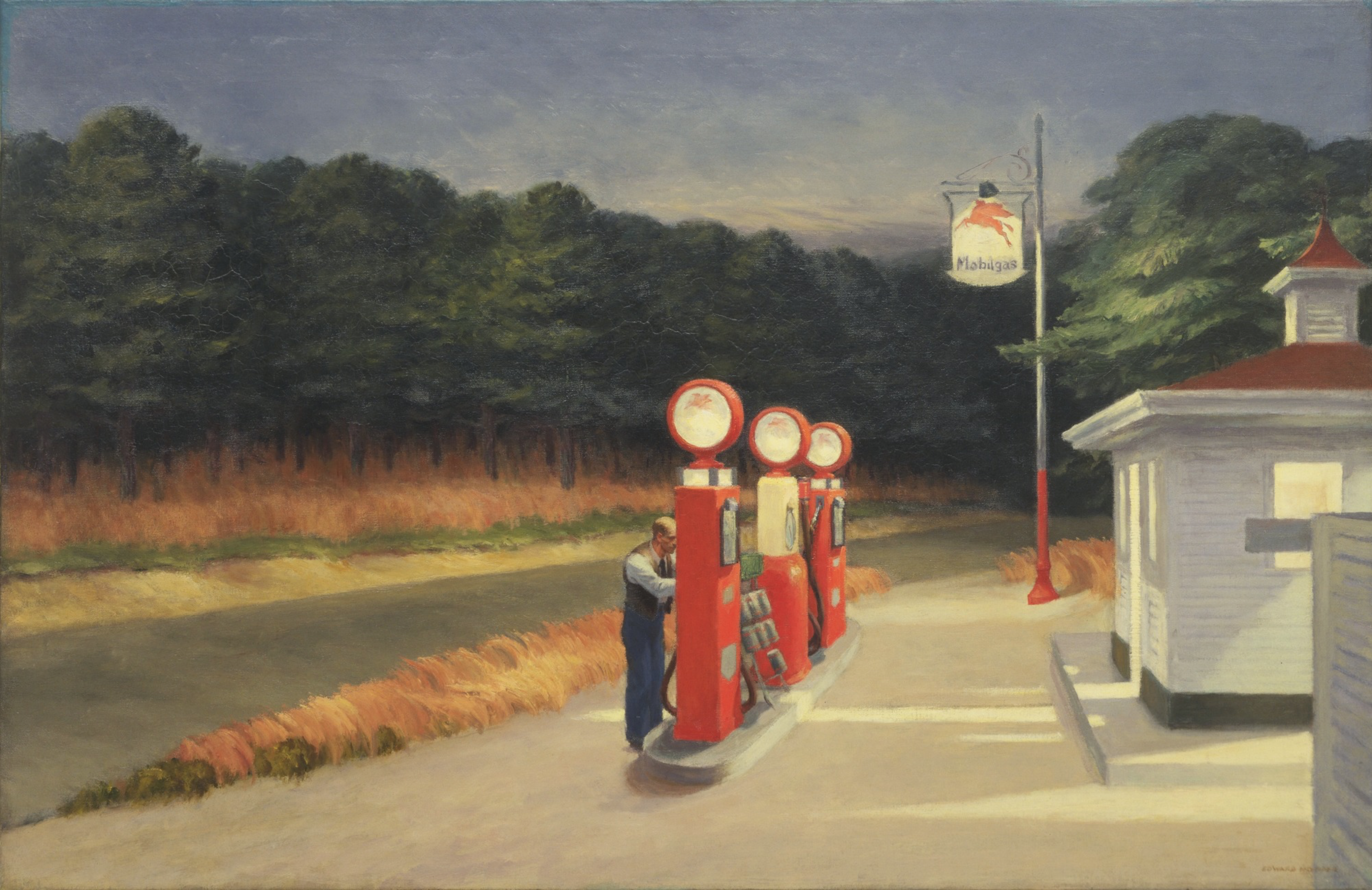
Benzina (Gas) - 1940

(M. Baigell - Arte Americana, 1930-1970. Milano 1992.)
(M. Baigell - Arte Americana, 1930-1970. Milano 1992.)
(P. Balmas - Intervista)

## Nella cultura di massa
- Nel film Profondo rosso il regista Dario Argento si è chiaramente ispirato a I nottambuli (Nighthawks) per la realizzazione del Blue Bar che appare nella pellicola.
- Nella storia a fumetti di Dylan Dog Memorie dall'invisibile il disegnatore Giampiero Casertano ha riprodotto in una vignetta (in bianco e nero di china) l'opera di Hopper Nighthawks.
- Nella storia a fumetti di Agenzia Alfa (spin-off di Nathan Never) Il sole del mattino si utilizzano diversi quadri di Hopper (Nighthawks, Morning sun, Cape Cod evening e The lighthouse at Two Lights) come punto di partenza per la narrazione di alcune storie.
- Nella saga scritta da Micheal Connelly, il protagonista, Harry Bosch, ha una riproduzione del dipinto Nighthawks appeso in casa.
- Nel secondo volume del manga Akira di Katsuhiro Ōtomo, l'autore si è ispirato a Nighthawks per disegnare la sala di controllo che precede la camera criogenica in cui è custodito Akira.
- Nella serie a fumetti Batman: Anno uno, scritta da Frank Miller e disegnata da David Mazzucchelli, il tenente Gordon incontra l'agente e amante Essen in un locale che è stato disegnato ispirandosi a Nighthawks, e che riporta sull'insegna il nome "Hopper".
- Nell'anime Texhnolyze lo stile architettonico della città in superficie è ispirato a diverse opere di Hopper quali Casa lungo la ferrovia (House by the railroad) o Domenica mattina presto (Early Sunday morning).